# Blate
Blate – wieś w Słowenii, w gminie Ribnica. W 2018 roku liczyła 57 mieszkańców.